# 飯野春樹
飯野 春樹（いいの はるき、1931年2月8日 - 1995年7月18日）は、日本の経営学者。経済学博士（京都大学・1980年）（学位論文「バーナード研究」）。関西大学教授・京都大学教授・大阪学院大学教授を歴任。

## 経歴
京都市生まれ。1953年京都大学経済学部卒、1958年同大学院博士課程退学、関西大学商学部講師、1961年助教授、1969年教授、1978年商学部長、1980年「バーナード研究」で経済学博士（京都大学）の学位を取得。1985年京都大学経済学部教授。1994年定年退官、大阪学院大学教授。

## 著書
- 『バーナード研究 その組織と管理の理論』文真堂 1978
- 『バーナード組織論研究』文真堂 1992
- 『京大の時計台 飯野春樹写真集』光村印刷 1994

### 共編著
- 『経営学』全3巻　高柳暁共編 有斐閣双書 1977-79
- 『バーナード経営者の役割』編 有斐閣新書 古典入門 1979
- 『ポケット経済・経営外来語辞典』柏崎利之輔共編 有斐閣新書 1981
- 『バーナード 現代社会と組織問題』加藤勝康共編 文真堂 1986
- 『人間協働 経営学の巨人、バーナードに学ぶ』編 文真堂 日本バーナード協会シリーズ 1983

### 翻訳
- C.I.バーナード『経営者の役割 その職能と組織』田杉競監訳 矢野宏・降旗武彦・飯野春樹訳　ダイヤモンド社 1956
- ロバート・H.ローイ『ヒューマン・マネジメント 人間を生かす組織と管理』田杉競,矢野宏共訳 ダイヤモンド社 1960
- C.I.バーナード『新訳 経営者の役割』田杉競・山本安次郎・飯野春樹訳 ダイヤモンド社 1968
- W.B.ウォルフ『経営者のこころ チェスター・バーナードとの対話』文真堂 1978
- チェスター・バーナード『経営者の哲学 バーナード論文集』W.B.ウォルフ・飯野春樹編 日本バーナード協会訳 文真堂 1986
- チェスター・バーナード『組織と管理』飯野春樹監訳 日本バーナード協会訳 文眞堂 1991
- オリバー・E.ウィリアムソン編『現代組織論とバーナード』飯野春樹監訳 文真堂 1997

## 論文
- CiNii>飯野春樹